# Linh dương lang
Linh dương lang (tên khoa học Hippotragus equinus) là một loài động vật có vú trong họ Bovidae, bộ Artiodactyla. Loài này được É. Geoffroy Saint-Hilaire mô tả năm 1803.
Loài này tìm thấy ở Tây, Trung, Đông và Nam Phi. Linh dương lang là một trong những loài linh dương lớn nhất. Chúng dài 190–240 cm từ đầu đến gốc đuôi và đuôi dài 37–48 cm. Khối lượng cơ thể của con đực là 242–300 kg và của con cái là 223–280 kg. Vai của loài này thường khoảng 130–140 cm. Chúng có những chiếc bờm ngắn, dựng đứng, râu rất nhẹ và lỗ mũi đỏ nổi bật. Sừng có vòng và có thể dài đến một mét ở con đực, ngắn hơn một chút ở con cái. Sừng cong nhẹ về phía sau.

## Phân loài
Có 6 phân loài được công nhận:
- H. e. bakeri (Heuglin, 1863): phân bố ở Sudan (Đông Phi).
- H. e. cottoni Dollman và Burlace, 1928: phân bố ở Angola, Botswana, Nam Cộng hòa Dân chủ Congo, Trung bộ và Bắc bộ Malawi, và Zambia (Nam Phi).
- H. e. equinus É. Geoffroy Saint-Hilaire, 1803: phân bố ở Mozambique, Nam Phi và Zimbabwe (Nam Phi).
- H. e. koba (Gray, 1872): Phạm vi phân bố kéo dài từ Senegal đến Benin (Tây Phi).
- H. e. langheldi Matschie, 1898: phân bố ở Burundi, phía bắc Cộng hòa Dân chủ Congo, Ethiopia, Kenya, Rwanda, Nam Sudan, Tanzania và Uganda (Đông Phi).
- H. e. scharicus (Schwarz, 1913): Occurs in Cameroon, Cộng hòa Trung Phi, Chad và miền đông Nigeria (Trung Phi).

## Hình ảnh

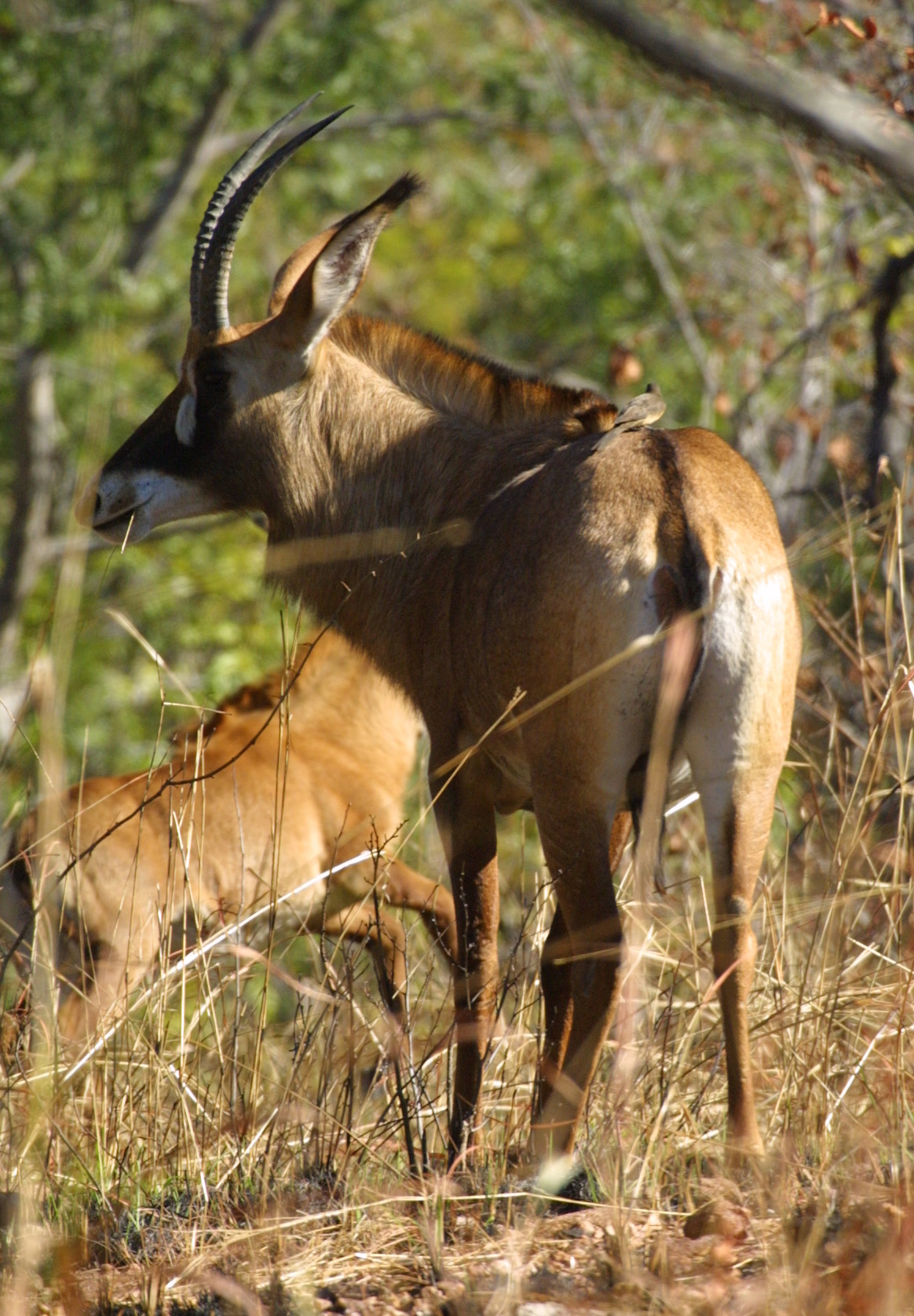
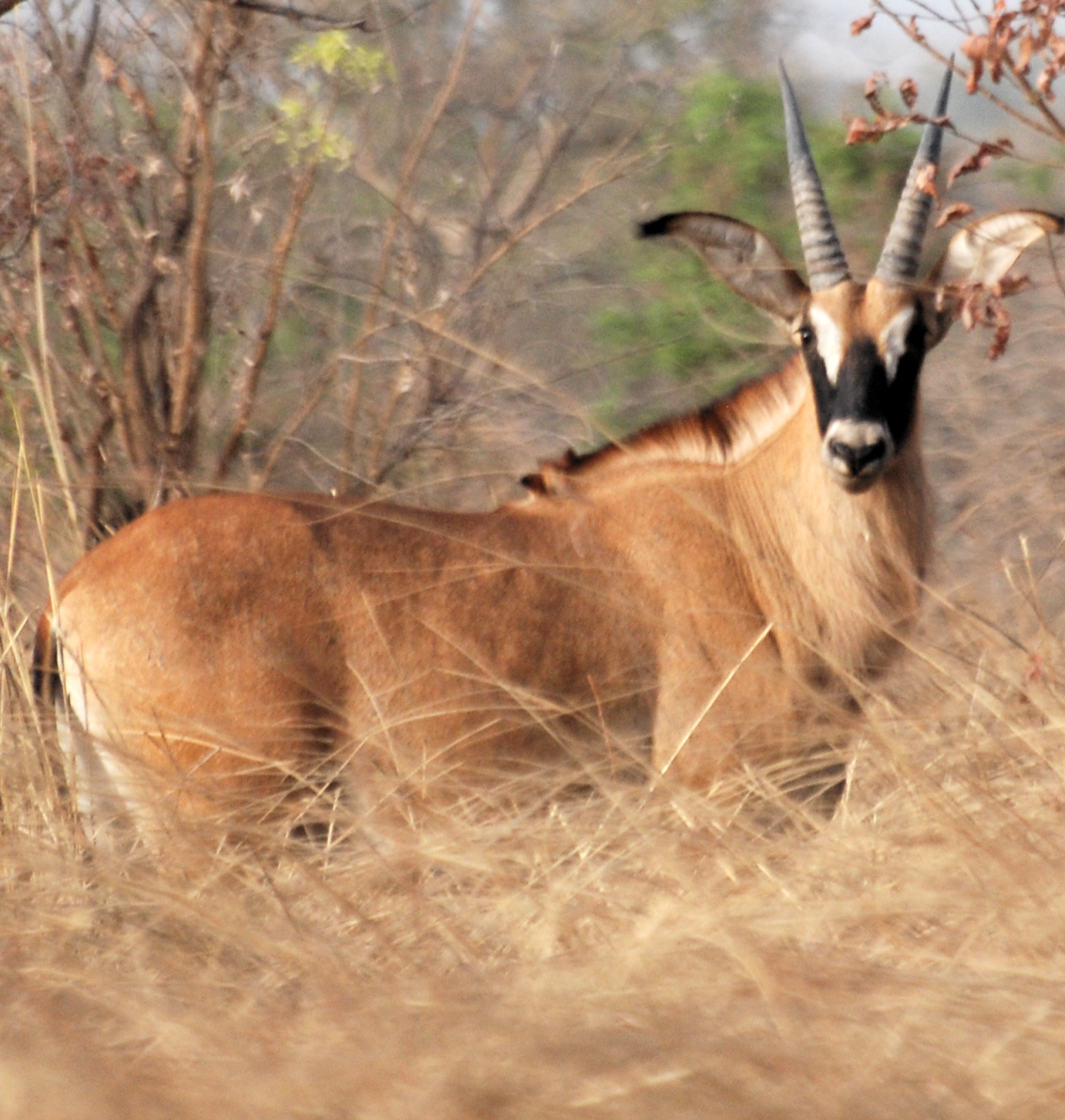
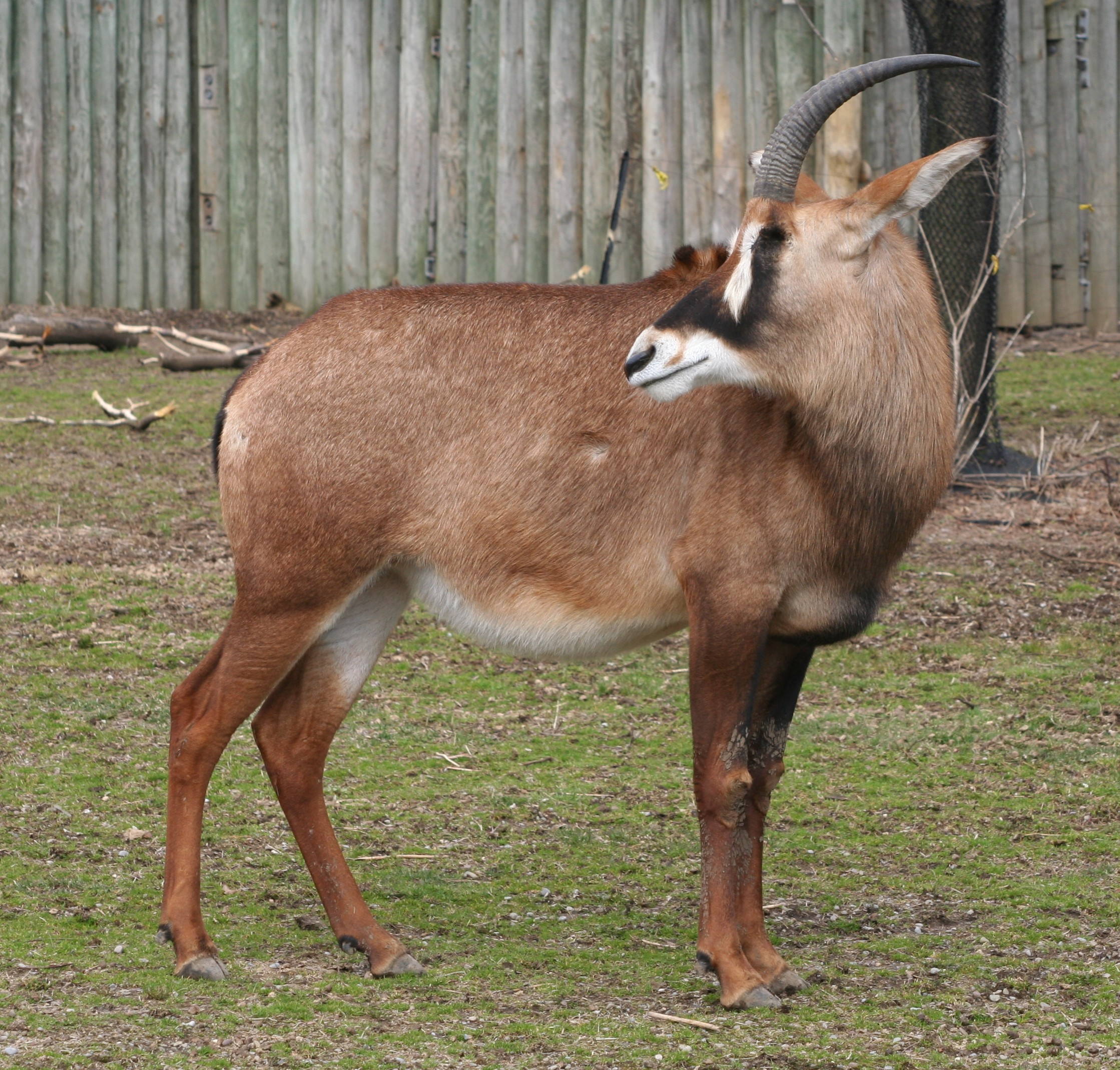
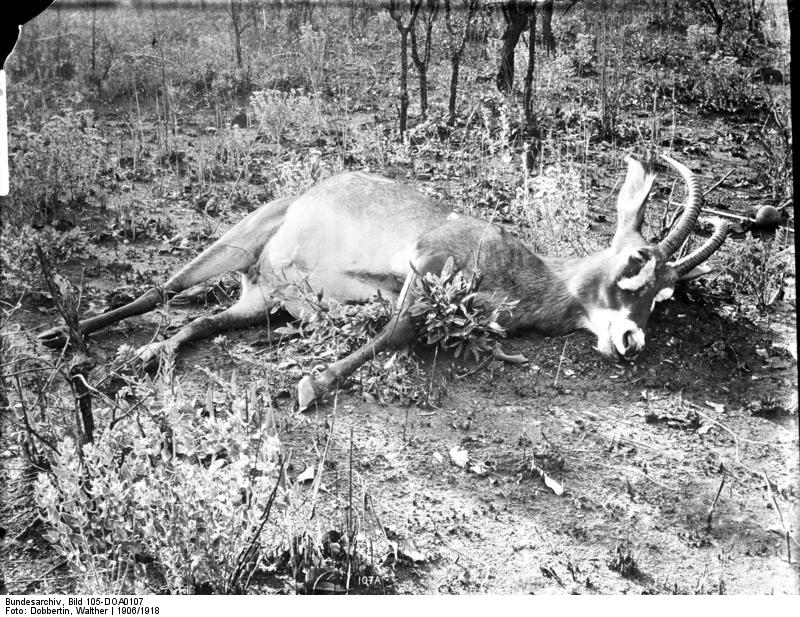